# Hylobates muelleri
Il gibbone di Müller (Hylobates muelleri) è un primate appartenente alla famiglia degli Hylobatidae.

## Descrizione
Il gibbone di Müller, con un peso medio di 5–6 kg, è tra i gibboni più piccoli; il colore del pelo è grigio o marrone, con un anello più chiaro intorno al viso, e a differenza degli altri gibboni non mostra dimorfismo sessuale.

## Biologia
Conduce una vita arboricola e raramente scende a terra. La dieta consiste soprattutto in frutti. Vive in coppie monogame che occupano un territorio stabile, allontanando con vocalizzi gli altri individui della stessa specie. Sulla riproduzione di questa specie si sa poco.

## Distribuzione
Vive in buona parte del Borneo, essendo assente solo nelle regioni sud-occidentali che costituiscono l'areale di H. agilis .
L'habitat, come per gli altri gibboni, è la foresta pluviale tropicale.

## Sottospecie
La specie comprende tre sottospecie:
- Hylobates muelleri muelleri
- Hylobates muelleri abbotti
- Hylobates muelleri funereus